# Antonina Zamoyska
Józefa Antonina Zahorowska herbu Korczak, 1º voto Wołłowiczowa, 2º voto Zamoyska (ur. ?, zm. 1747) – fundatorka (1744) Zakonu Kanoniczek Świeckich w Warszawie oraz kościoła pw. Narodzenia NMP w Krzeszowie.

## Życiorys
Córka kasztelana wołyńskiego Stefana Zahorowskiego i jego drugiej żony, podkomorzanki mielnickiej Jadwigi Saczkówny, siostra rodzona strażnikowej Rozalii Pociejowej, siostra przyrodnia chorążyny Katarzyny Czackiej i hetmanowej Anieli Pociejowej.
Wyszła po raz pierwszy za mąż za Marcjana Wołłowicza, marszałka wielkiego litewskiego w latach 1704-1712.
W roku 1718 jako bezdzietna, bogata wdowa poślubiła ordynata zamojskiego i starostę knyszyńskiego Tomasza Józefa Zamoyskiego, wnosząc mu w posagu znaczne sumy pieniężne oraz odziedziczone po Wołłowiczu majątki ziemskie na Litwie. Drugie małżeństwo również było bezdzietne. Po śmierci Zamoyskiego, któremu wyprawiła wspaniały pogrzeb (uroczystości trwały trzy dni), Antonina Zahorowska nie wyszła po raz trzeci za mąż.
Zmarła bezdzietnie w Warszawie 31 maja 1747 r. Jej ciało przewieziono w czerwcu do Lublina, gdzie odbyły się uroczystości pogrzebowe, w których brała udział siostra Rozalia Pociejowa wraz z rodziną.
W Archiwum Głównych Akt Dawnych w Warszawie przechowywana jest korespondencja Antoniny z Zahorowskich Zamoyskiej z Józefem Mniszkiem, marszałkiem wielkim koronnym i jego żoną Konstancją z Tarłów z lat 1721-1731.
Portret Antoniny Zamoyskiej nieznanego malarza znajduje się w Muzeum Ziemi Wschowskiej.

## Fundacje
W 1727 Antonina Zamoyska ufundowała modrzewiowy kościół pw. Narodzenia NMP w Krzeszowie, który - pomimo wojen i niefachowo przeprowadzonego w 1938 roku remontu, grożącego całkowitą degradacją drewnianej konstrukcji - przetrwał do dziś, wyremontowany ponownie w 2006.
Znana jest przede wszystkim jako fundatorka (1744) Zakonu Kanoniczek Świeckich w Warszawie. Fundacja została zatwierdzona przez Sejm 17 lat po śmierci Antoniny Zamoyskiej.